# Elastina
La elastina  es una proteína de la matriz extracelular con funciones estructurales, que confiere elasticidad a los tejidos, a diferencia del colágeno que proporciona resistencia. Se trata de una molécula con peso molecular  promedio de 68 kilodaltons (kDa), que se organiza como una fibra (polímero) con gran capacidad de expansión. La elastina es importante en la capacidad de los tejidos  de los vertebrados para soportar esfuerzos, y aparece en mayores concentraciones donde se requiere almacenar energía elástica. 

## Gen
En los seres humanos, el gen ELN del cromosoma 7, codifica para la síntesis proteica un péptido (la tropoelastina) de 786 aminoácidos y un peso de 68.398 Da, que es el precursor de la elastina polimerizable. 

## Estructura
El precursor soluble de la elastina la tropoelastina, posee un peso molecular promedio, según las especies, de 68 kDa.

La tropoelastina es la proteína monomérica más elástica y expansiva, y puede extenderse hasta ocho veces su longitud. La forma molecular de la tropoelastina es asimétrica; se extiende en una estructura similar a una espiral en la región N-terminal de la molécula.
 
La tropoelastina en el humano tiene 786 aminoácidos.

En el humano 75% de la secuencia de la elastina consta de solo cuatro aminoácidos no polares, glicina, valina, alanina y prolina.
La elastina contiene aproximadamente un tercio (33 %) de glicina y aproximadamente una novena parte (10 %) de prolina. 

### Fibras elásticas
Entre las moléculas se sostienen las bisagras, que actúan como un puente para conectar la región N-terminal con la región C-terminal de interacción intercelular, y luego se reticulan por la lisina oxidasa (LOX) para formar fibras maduras. 
Estructuralmente, las fibras elásticas están compuestas principalmente de elastina ampliamente reticulada (>90%) y microfibrillas ricas en glicoproteínas ácidas y están organizadas en fibrillas de 8-16 nm con forma de cuentas de apariencia granulada.
La elastina está formada por una cadena de aminoácidos con dos regiones: una hidrofóbica constituida por los aminoácidos no polares valina, prolina y glicina, y otra hidrofílica con los aminoácidos lisina y alanina. No posee una estructura secundaria regular. La región hidrofóbica es la que confiere la elasticidad característica a la elastina.

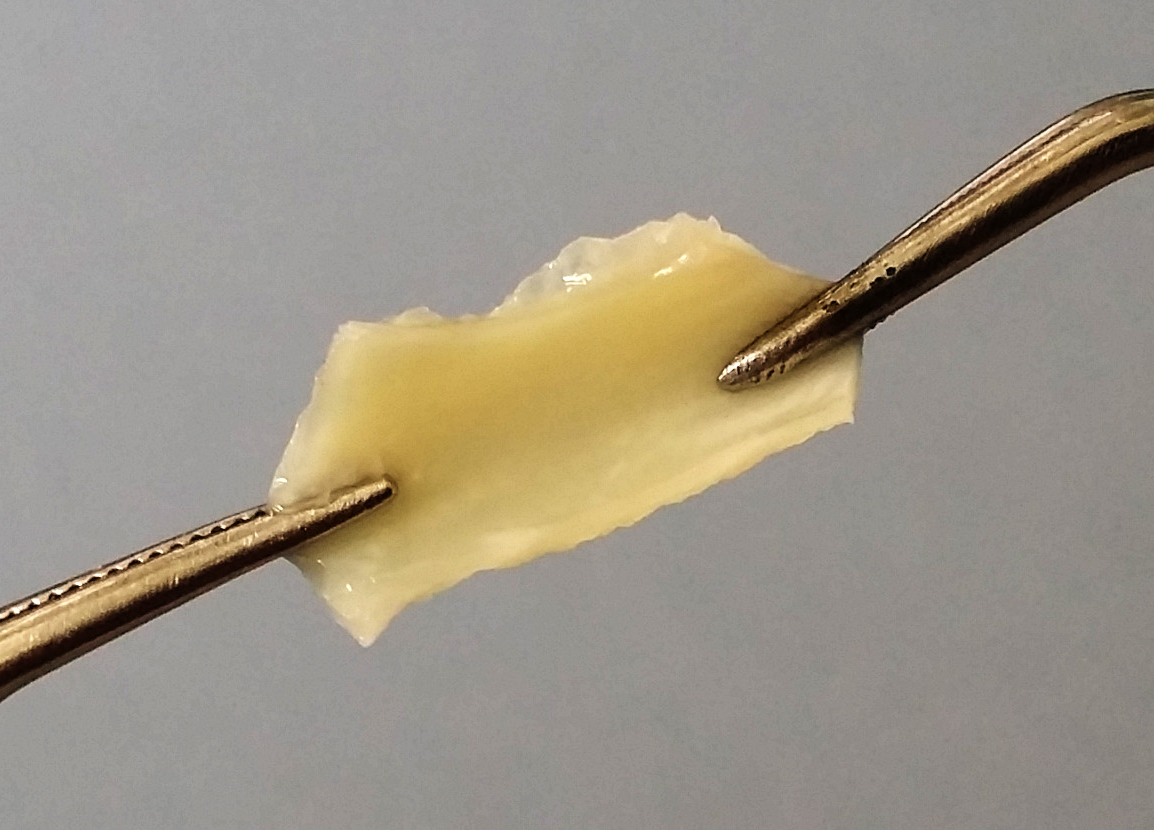
Elastina estirada de aorta bovina

Aproximadamente el 90% de sus aminoácidos son de cadena lateral apolar y existen ciertas secuencias que se encuentran repetidas como VPG, VPGG, GVGVP, IPGVG, VAPGVG. La más común es la secuencia GVGVP, que aparece en fragmentos que contienen hasta 11 pentapéptidos consecutivos (VPGVG)11.
Basados en las secuencias que se encuentran repetidas en la elastina natural se forman los polímeros tipo-elastina (ELP), de los cuales el de mayor renombre es el poli-(VPGVG). 

## Fisiología
La expresión del gen de elastina (ELN) y la síntesis de la proteína, ocurren durante un tiempo corto: desde el desarrollo embrionario tardío hasta el final de la adolescencia, luego no se produce elastina de novo durante la vida adulta de los animales.
La biosíntesis de la elastina va desde el retículo endoplasmático, se dirige al aparato de Golgi y de ahí hasta las vesículas secretoras. No sufre tantas modificaciones postraduccionales como el colágeno, sin embargo, en la matriz extracelular se da un cambio importante.

En la matriz es captada por las microfibrillas (constituidas por fibrilina-1 y fibrilina-2) que se encuentran asociadas a la lisil-oxidasa. Esta última enzima se encarga de hidroxilar la lisina a alisina (utilizando vitamina C como co-sustrato) permitiendo así el enlace entre los dominios alfa de la proteína (un proceso similar al entrecruzamiento del colágeno).

Las redes de fibras de elastina se encuentran inicialmente en un estado "caótico". La tendencia a aumentar la entropía hará que, al aplicar fuerza sobre ellas, se dé un ordenamiento de dichas fibras alcanzando un buen grado de compactación.

## Función
La elastina es una proteína resistente del tejido conectivo que se encuentra en la matriz extracelular de la mayoría de los tejidos de los vertebrados y es una parte importante del intersticio de los tejidos que sufren deformaciones físicas repetidas. 

En los mamíferos, se puede encontrar predominantemente donde el tejido sufre repetidos ciclos de extensión-relajación. Ejemplos típicos son las arterias, ligamentos, pulmones y piel. 
Como consecuencia de sus extensas estructuras reticuladas, la elastina es una proteína de larga duración que se degrada lentamente en los tejidos sanos, con una vida media de unos 70 años. 
Presenta unas sorprendentes cualidades elásticas, quizá la más llamativa sea su alta resistencia a la fatiga. Las fibras elásticas de las arterias humanas (especialmente del arco aórtico) sobreviven unos 60 años, soportando miles de millones de ciclos de extensión-relajación.

## Propiedades mecánicas
Usualmente se considera que es un material elástico incompresible e isótropo. 
La relación entre las tensiones y deformaciones en un tejido que contiene elastina y colágeno es compleja, ya que la rigidez varía según la dirección (anisotropía) y además no hay proporcionalidad entre tensiones y deformaciones (como sucede aproximadamente en materiales muchos más rígidos para deformaciones moderadas). La relación entre tensiones y deformaciones puede deducirse a partir de la función de energía de deformación. Los tejidos colaginosos que además contienen elastina se pueden modelizar mediante el modelo de Holzapfel. Este modelo parte de una función para la energía de deformación {\displaystyle \scriptstyle \Psi } (potencial de Helmholz por unidad de volumen) de la forma:

{\displaystyle \Psi =-p(J-1)+{\bar {\Psi }}_{elast}+{\bar {\Psi }}_{colag}}

Donde el primer término es la energía que impide el cambio de volumen, el segundo es la contribución de la elastina y el tercero la contribución del colágeno. La forma usual para contribución de la elastina a la energía anterior es:

{\displaystyle {\bar {\Psi }}_{elast}=\mu ({\bar {I}}_{1}-3),\qquad {\bar {I}}_{1}=J^{-2/3}\mathrm {tr} (\mathbf {C} )}

donde:
{\displaystyle \mathbf {C} =\mathbf {I} +2\mathbf {E} } es el tensor de Cauchy-Green, que se relaciona con el tensor material de Green-Lagrange {\displaystyle \mathbf {E} }.
{\displaystyle J=(\det \mathbf {C} )^{1/2}} es la raíz cuadrada del determinante del tensor de Cauchy-Green
La relación entre el tensor de tensiones y el tensor de Cauchy-Green viene dada siencillamente por:

{\displaystyle \mathbf {S} ={\frac {\partial \Psi }{\partial \mathbf {C} }}}